# Vidhu Prathap
Vidhu Prathap es un cantante de playback indio, nacido el 1 de septiembre de 1980. Ha interpretado varios temas musicales para más de ciento cincuenta películas en su mayoría en malayalam y unos pocos en tamil, kannada y lenguas telugu. Con varios éxitos en varias películas que han sido históricas, él es parte regular de los mayores espectáculos para el cien malayalam, tanto en su país India como en el extranjero.

## Carrera
Vidhu Prathap, uno de los cantantes masculinos más jóvenes y talentosos del sur de la India, es oriundo de Kaithamukku en Trivandrum, estado de Kerala. Sus primeros años de educación, lo realizó en el Holy Angels y luego completó sus estudios en el Christ Nagar. Durante sus días de escuela en Cristo Nagar, solía participar en pequeños actos, pues tenía una verdadera afición por la música. Vidhu asistió al Arts Club Secretary, donde se realizó su graduación de la universidad de Ivanios. Entre 1997 y 1998, a la edad de 17, ganó el premio de "Voice of the Year Award", un concurso de música organizado por la red televisiva de Asianet. Después de eso, él pensó seriamente en convertirse en un cantante profesional.
Vidhu comenzó a tomar clases de música cuando tenía unos tres años y ha ganado en varios concursos en distintas categorías musicales. La primera vez que interpretó un tema musical fue para una película titulada 'Paadamudra', fue cuando él se encontraba en la categoría IV. Pero su verdadera ruptura fue en 1999, para interpretar un tema musical para una película titulada 'Devadasi', con el tema musical titulada 'Pon Vasantham', en la que fue una canción difícil de interpretar y con un toque clásico.

## Tema musical cristiana en Malayaman
- Unnathathil Vaanidum Nathan ' ' En Jeevanai' '